# Openluchtschool

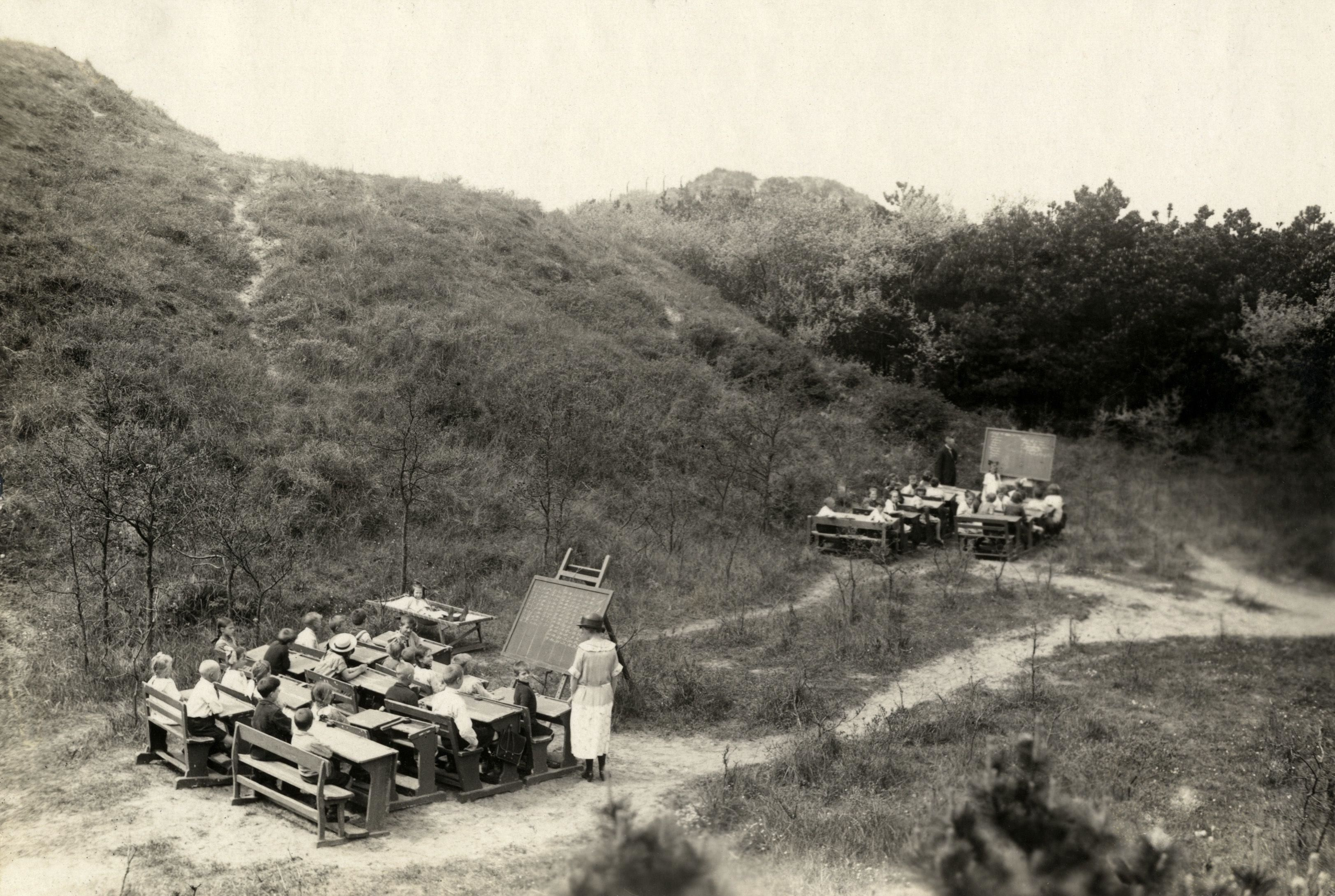
Buitenschool in Katwijk in 1924

Een openluchtschool of buitenschool (Engels: Open-air school, Frans: École de plein air, Duits: Freiluftschule) is een school waar het lesgeven zo veel mogelijk in de openlucht plaatsvindt. Dit kan bijvoorbeeld door les te geven buiten een gebouw of in een gebouw waarvan wanden of ramen volledig kunnen worden verwijderd of geopend.
Openluchtscholen waren vaak vooral bedoeld voor kinderen met tuberculose of aanleg daarvoor. Men meende dat langdurig verblijf in de buitenlucht een gunstige invloed zou hebben op hun gezondheid. In de eerste helft van de 20e eeuw kenden veel ontwikkelde landen dergelijke scholen.

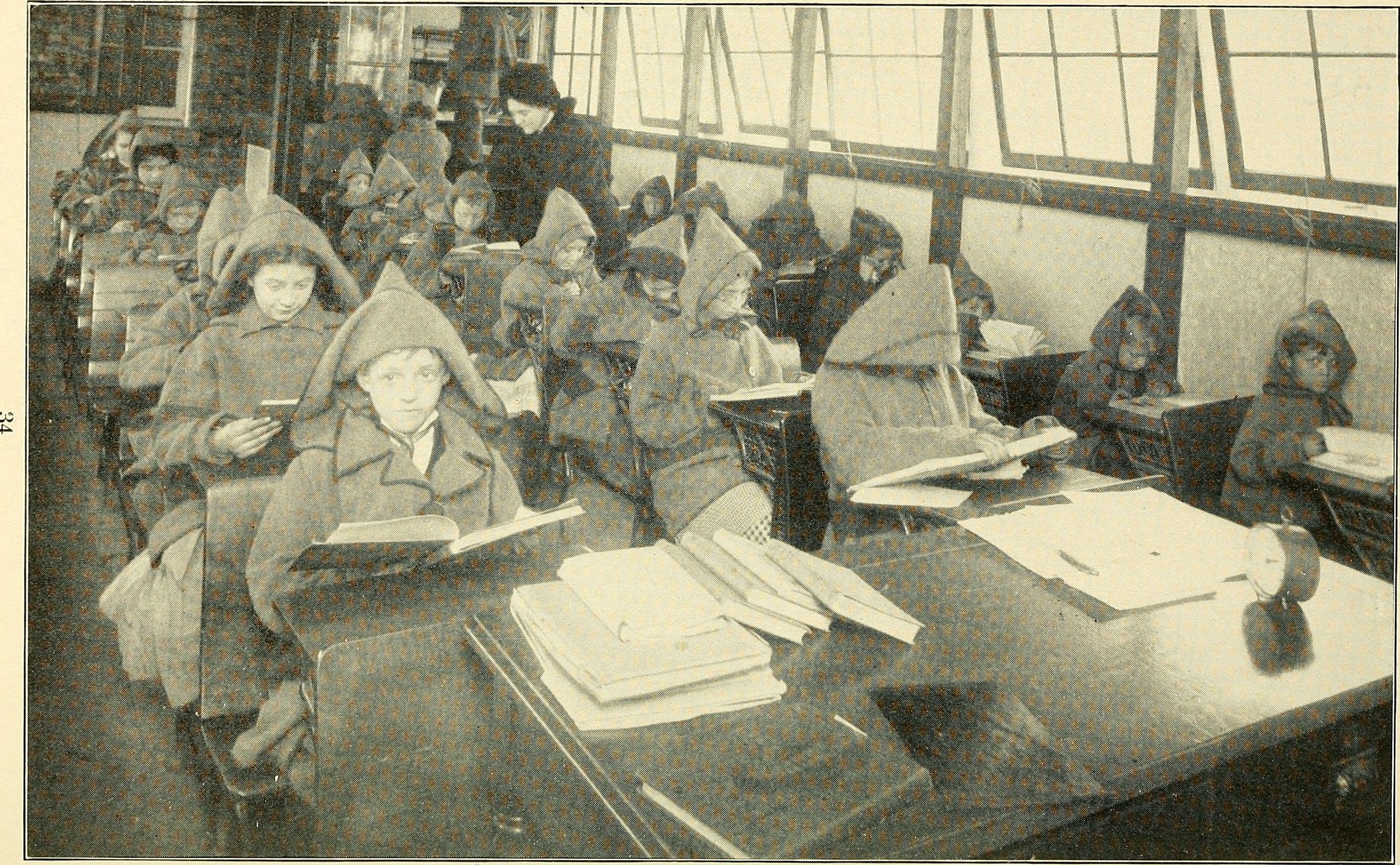
„open-air crusaders“ Elizabeth McCormick Open-air School in Chicago, USA, 1911

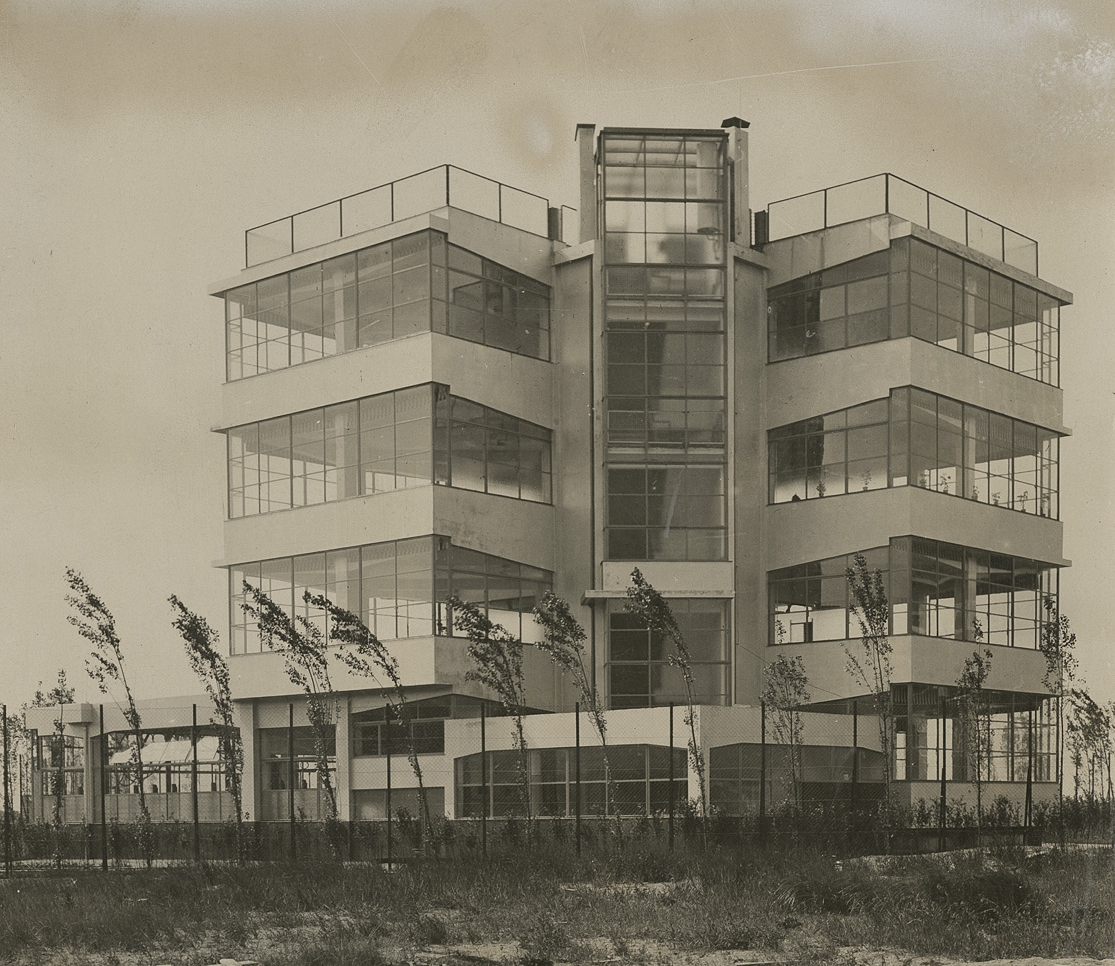
Jan Duiker: Openluchtschool voor het gezonde kind, Amsterdam, 1930

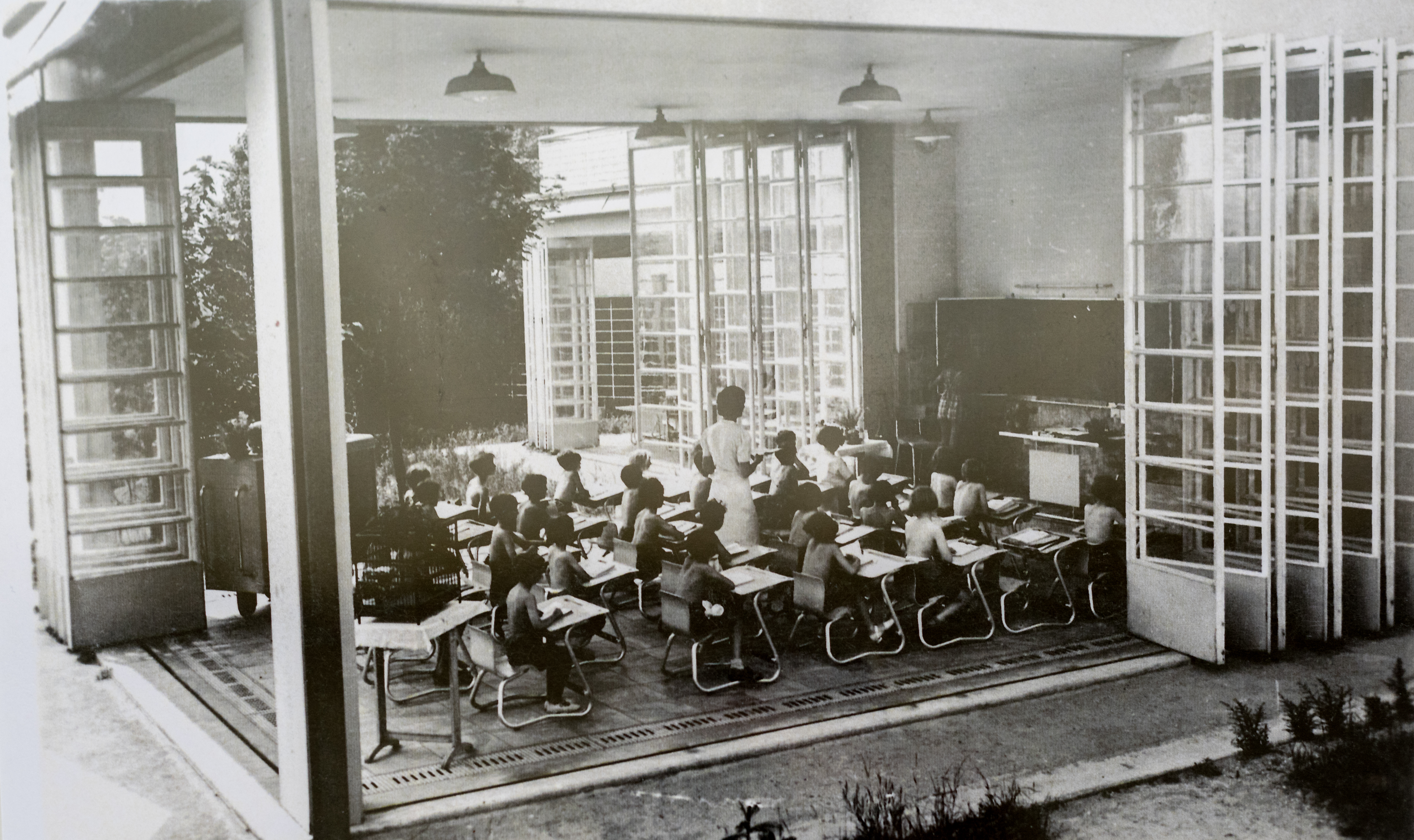
École de plein air de Suresnes, Frankrijk

In Nederland werd de eerste openluchtschool, de Eerste Nederlandse Buitenschool, in 1913 gesticht in Den Haag. Daarop volgden andere, onder meer in Rotterdam, Amsterdam, Arnhem en Breda. Na de Tweede Wereldoorlog werden veel scholen gebouwd met aandacht voor gunstige hygiënische omstandigheden in het gebouw, door grote glasvlakken, tweezijdige ventilatiemogelijkheden in de leslokalen en buitenlesplaatsen. Die voorzieningen waren afgekeken van de vooroorlogse openluchtschoolgebouwen.  Zij hadden tot doel de opbouw van een gezonde samenleving. Later werden veel van de openluchtscholen algemene scholen voor kinderen met lichamelijke gezondheidsklachten (zoals luchtwegaandoeningen, stofwisselingsziekten en hart- en vaatziekten), en droegen zij enkel de naam openluchtschool nog.
Een beeld van de Buitenschool Leyenberg: Deze school droeg de naam Leyenburg. Naast de gewone lesstof die overal gegeven werd, verschilde de school sterk van de gewone scholen. De kinderen van de eerste, tweede en derde klas werden 's morgens met busjes naar school gebracht. Eerst werd er in de eetzaal pap gegeten. Dat was griesmeel- of havermoutpap. Daarna werd er, als het mooi weer was, buiten les gegeven. Omstreeks het middaguur werd er in de eetzaal het warme eten geserveerd. Dit eten was altijd gestoomd. Na het warme eten moesten de kinderen in de rij staan om de tanden te poetsen. Daarna naar buiten om te spelen, om om een uur naar de overdekte galerij te gaan waar bedden stonden die de kinderen zelf moesten opmaken, om daarna drie kwartier te rusten. Na het rusten naar binnen voor een glas melk. Daarna nog twee uren les en om vier uur met het busje weer naar huis. Zo zag de dag eruit op de Buitenschool Leyenburg.
In de Verenigde Staten begon men in 1908 met dergelijke openluchtscholen (open air schools). Hoewel de resultaten voor de gezondheid van de kinderen gunstig waren, was het schoolresultaat nogal wisselend. Tussen 1938 en 1941 zijn daarom deze openluchtscholen gesloten.
Daarnaast zijn er ook openluchtscholen voor gezonde kinderen gesticht. Een bekend voorbeeld daarvan is de Eerste Openluchtschool voor het Gezonde Kind in Amsterdam.
In België zijn in de provincie Antwerpen drie openluchtscholen voor gezonde kinderen in Schoten, Brasschaat en Schilde. Dit zijn de scholen van Sint-Lutgardis die voornamelijk kinderen uit de gegoede klasse aantrekken. Vanaf het begin was het gemengd onderwijs, wat ongewoon was voor katholieke scholen voor de jaren 1970, 1980.  Eén wand van de klassen staat bijna altijd open, er is zo nauw contact met de buitenwereld en de natuur. Er is wel vloerverwarming en de kinderen dragen verschillende laagjes kleren. 

## Bron
- Broekhuizen, Dolf, Openluchtscholen in Nederland. Architectuur, onderwijs en gezondheidszorg 1905-2005, Rotterdam: Uitgeverij 010, 2005; ISBN 90-6450-546-2.
- van Ierland, peter herman van ierland. oud-leerling